# Ferri-kaersutite
La ferri-kaersutite (simbolo IMA: Fkrs) è un raro minerale del supergruppo dell'anfibolo, all'interno del quale viene collocato nel "gruppo degli anfiboli con W(O)-dominante" e da lì ai minerali del "gruppo contenente la radice kaersutite nel nome"; essendo un anfibolo, appartiene agli inosilicati e pertanto alla famiglia minerale dei "silicati"; possiede composizione chimica NaCa2(Mg3Fe3+Ti)(Si6Al2)O22O2.
La ferri-kaersutite è definita con:
- sodio dominante in posizione A
- magnesio dominante in posizione C2+
- ferro dominante in posizione C3+

## Etimologia e storia
La ferri-kaersutite è stata inizialmente trovata nel cono vulcanico di Deeti, nella provincia della Rift Valley, in Kenya e classificata con il numero IMA2011-035. Questo materiale è stato successivamente rinominato osso-magnesio-hastingsite in seguito al rapporto sulla nomenclatura degli anfiboli del 2012. La ferri-kaersutite è stata pubblicata in seguito al suo ritrovamento a Harrow Peaks nella Terra della regina Victoria in Antartide.

## Classificazione
La ferri-kaersutite è stata approvata dall'Associazione Mineralogica Internazionale (IMA) nel 2014, quindi non è elencata nella classica nona edizione della sistematica dei minerali di Strunz, aggiornata dall'IMA fino al 2009.
Il minerale è presente nell'edizione successiva, proseguita dal database "mindat.org" e chiamata Classificazione Strunz-mindat; qui la ferri-kaersutite si trova nella classe "9. Silicati (germanati)" e da lì nella sottoclasse "9.D Inosilicati"; questa viene ulteriormente suddivisa in base alla struttura cristallina del minerale, in modo tale che la ferri-kaersutite possa essere trovata nella sezione "9.DE Inosilicati con catene doppie di periodo 2, Si4O11; clinoanfiboli" dove forma il sistema nº 9.DE.15 insieme ad altri 44 anfiboli.
Nella Sistematica dei lapis (Lapis-Systematik) di Stefan Weiß la ferri-kaersutite si trova nella classe dei "silicati" e nella sottoclasse degli "inosilicati"; qui è nella sezione in cui vengono raggruppati i minerali con struttura "[Si4O11] a due bande 6-; gruppo degli anfiboli; Ca2-anfiboli" dove forma il sistema nº VIII/F.10.

## Abito cristallino
La ferri-kaersutite cristallizza nel sistema monoclino nel gruppo spaziale C2/m (gruppo nº 12) con i parametri reticolari a = 9,8378(8) Å, b = 18,0562(9) Å, c = 5,3027(4) Å, β = 105,199(9)°, oltre ad avere 2 unità di formula per cella unitaria.

## Origine e giacitura
La ferri-kaersutite è stata trovata in xenoliti del mantello ultrafemico in rocce mafiche alcaline; la paragenesi è con forsterite, diopside e spinello contenente cromo.
Il minerale è molto raro ed è stato trovato solo in pochi siti sparsi per il mondo: oltre alla già citata località tipo Harrow Peaks (74.02785°S 164.47466°E) (Terra della regina Victoria, Antartide), ci sono stati ritrovamenti anche: nelle cave di "Lafarge Montreal East" (nella regione di Montréal) e di "Poudrette" (a Mont-Saint-Hilaire, nel Montérégie), entrambe in Canada; a Moultonborough (contea di Carroll, nel New Hampshire - Stati Uniti); nel fiordo di Kangerlussuaq (Groenlandia); nel distretto di Prakasam (India); sul massiccio di Ozren (Bosnia ed Erzegovina); a Bell, Nickenich ed Ettringen (Germania); a Sintra (Portogallo).

## Forma in cui si presenta in natura
La ferri-kaersutite si presenta in cristalli prismatici di dimensioni fino a 200 μm. Il minerale è trasparente, lucentezza vitrea e colore marrone.

## Minerali correlati
Simile alla ferri-kaersutite, ma non ancora approvata dall'Associazione Mineralogica Internazionale, è la potassic-ferri-kaersutite; possiede composizione chimica KCa2(Mg3Fe3+Ti)(Si6Al2)O22O2 nella quale si può vedere che il sodio della ferri-kaersutite è sostituito dal potassio, dominante in posizione A.